# Красная гвоздика (фестиваль)
«Кра́сная гвозди́ка» — сначала международный молодёжный фестиваль политической песни в Сочи, СССР (с 1967 по 1990), позже международный фестиваль-конкурс национальной патриотической песни в России (с 2014).

## Советский фестиваль
Одна из целей фестиваля — объединить творческие силы народов мира под эгидой коммунистической идеи и советского идеала жизни.
I фестиваль открылся в Зимнем театре 29 сентября 1967. В нём принимало участие 17 певцов из 9 соцстран.
На фирме «Мелодия» вышла пластинка «Первый международный фестиваль молодёжной песни СОЧИ-67» (Д 021157-58, 1967).

### Песни, получившие премии фестиваля
«Нежность» (А. Пахмутова — С. Гребенников и Н. Добронравов) — Мария Кодряну (СССР)

«Песня о неподписавшемся человеке» (Б. Карадимчев — Р. Ралин) — Бисер Киров (Болгария)

«Любимая земля» (Д. Григориу — А. Григориу, Р. Иоргулеску) — Дойна Бадя (Румыния)

«Зависть» (А. Колкер — К. Рыжов) — Анатолий Королёв (СССР)

«По мне, хоть трава не расти» (Томшич — Хальмадьи) — Петер Мате (Венгрия)

«Позвольте петь птицам» (Я. Лех) — Яцек Лех (Польша)

### Исполнители — лауреаты фестиваля
«Не думай обо мне» (Шоркли) — Богдана Карадочева (Болгария)

«Плакат» (А. Флярковский — Р. Рождественский) — Анатолий Королёв (СССР)

«Влюбленные есть среди нас» (Ежи Матушкевич — Е. Кондратович) — Хелена Майданец (Польша)

«Красная роза» (Г. Начинский — Дегенхардт) — Герхард Неф (ГДР)

«Возвращаются корабли» (А. Винклер — М. Думбров) — Дойна Бадя (Румыния)

«Люблю, когда ты приходишь» (Ступел — С. Цанев) — Бисер Киров (Болгария)
В течение многих лет жюри фестиваля возглавляла композитор А. Н. Пахмутова — автор песни «Нежность», победившей на первом фестивале в 1967, в исполнении Марии Кодряну. В 1977 году фестиваль стал традиционным и получил название «Красная гвоздика».

### Победители конкурса фестиваля
| Фестиваль | Год  | Первая премия                                                                                | Вторая премия                                              | Третья премия                               |
| --------- | ---- | -------------------------------------------------------------------------------------------- | ---------------------------------------------------------- | ------------------------------------------- |
| I         | 1967 | Болгария: Богдана Карадочева · СССР: Анатолий Королёв                                        | Польша: Хелена Майданец · ГДР: Герхард Нееф (Gerhard Neef) | Румыния: Дойна Бадя · Болгария: Бисер Киров |
| II        | 1968 | Болгария: Паша Христова · СССР: Ольга Сорокина (Молдавия) · СССР: Вольдемар Куслап (Эстония) |                                                            |                                             |
| III       | 1969 | СССР: Галина Ненашева                                                                        |                                                            | Польша: Марыля Родович                      |
| IV        | 1971 |                                                                                              |                                                            |                                             |
| V         | 1976 | СССР: Заур Тутов                                                                             | СССР: ВИА «Добры молодцы»                                  |                                             |
| VI        | 1977 | СССР: Жанна Рождественская                                                                   |                                                            |                                             |
| VII       | 1979 | Куба: Освальдо Родригес                                                                      | СССР: Валентина Игнатьева                                  |                                             |
| VIII      | 1981 | СССР: Тамара Гвердцители (Грузия)                                                            | Республика Конго: Жером Багана                             |                                             |
| IX        | 1983 | СССР: Радик Гареев                                                                           |                                                            |                                             |
| X         | 1985 |                                                                                              |                                                            |                                             |
| XI        | 1987 |                                                                                              |                                                            |                                             |
| XII       | 1989 |                                                                                              | СССР: Анатолий Пидгородецкий                               |                                             |

### Площадки фестиваля
- Зимний театр (1967—1979)
- Концертный зал «Фестивальный» (с 1979)

## Российский фестиваль
Почти полвека спустя при поддержке Президента Российской Федерации В.В. Путина и по инициативе Фонда пропаганды, поддержки и развития музыкальной культуры и искусства «Музфонд» в 2014 году в городе Севастополе фестиваль был возобновлен как международный фестиваль-конкурс национальной патриотической песни «Красная Гвоздика». Позже к наименованию добавлено „имени И.Д. Кобзона“.
Организационный комитет фестиваля "Красная гвоздика 2017" учредил ежегодную международную премию имени заслуженного артиста России Бисера Кирова "За вклад в развитие и популяризацию русской песни в мире". Во время фестиваля проведен вечер-концерт памяти Бисера Кирова.